# Amomum kinabaluense
Amomum kinabaluense är en enhjärtbladig växtart som beskrevs av Rosemary Margaret Smith. Amomum kinabaluense ingår i släktet Amomum och familjen Zingiberaceae. Inga underarter finns listade i Catalogue of Life.